# Mchenga flavimanus
Mchenga flavimanus är en fiskart som först beskrevs av Iles, 1960.  Mchenga flavimanus ingår i släktet Mchenga och familjen Cichlidae. IUCN kategoriserar arten globalt som livskraftig. Inga underarter finns listade i Catalogue of Life.